# Сборная Румынии по теннису в Кубке Дэвиса
Сборная Румынии в Кубке Дэвиса — официальный представитель Румынии в Кубке Дэвиса. Руководящий состав сборной определяется Румынской федерацией тенниса (рум. Federatia Romana de Tennis).
Капитаном команды является Андрей Павел (занимает этот пост с 2013 года).
В настоящее время команда участвует в турнире 2-й группы региональной зоны Европа/Африка.

## История выступлений
Сборная дебютировала в турнире в 1922 году. Из этих 74 года 14 команда находится в Мировой группе. За это время сыграно 149 матчевых встреч (76 побед).
Румыния — всего одна из трёх стран, которые играли в финале соревнования, но никогда не побеждали в нём.

## Рекордсмены команды
| Максимальное общее число побед               | 109-37 | Илие Настасе              |
| Максимальное число побед в одиночных матчах  | 74-22  | Илие Настасе              |
| Максимальное число побед в парных матчах     | 35-15  | Илие Настасе              |
| Лучшая пара                                  | 27-7   | Илие Настасе / Йон Цирьяк |
| Наибольшее число участий в матчевых встречах | 52     | Илие Настасе              |
| Наибольшее число лет в турнире               | 18     | Илие Настасе              |

## Последние 3 матча сборной
| Год  | Стадия                                | Место (покрытие)       | Соперник | Участвовавшие игроки                                                   | Счёт |
| ---- | ------------------------------------- | ---------------------- | -------- | ---------------------------------------------------------------------- | ---- |
| 2025 | Плей-офф 1-й мировой группы           | Крайова, Румыния, хард | Болгария | Сезар Крету Филип Кристиан Жияну Габи Адриан Бойтан Виктор Влад Корнеа | 1-3  |
| 2024 | 1-й раунд плей-офф 2-й мировой группы | Крайова, Румыния, хард | Китай    | Сезар Крету Габи Адриан Бойтан Виктор Влад Корнеа Богдан Павел         | 3-2  |
| 2024 | Плей-офф 1-й мировой группы           | Афины, Греция, хард    | Греция   | Мариус Копил Николас Давид Ионел Виктор Влад Корнеа Лука Преда         | 0-4  |

## Финалы (3)

### Поражения (3)
| №  | Год  | Место (покрытие)         | Состав в финале         | Соперник в финале | Счёт |
| 1. | 1969 | Кливленд, США, хард      | Илие Настасе Йон Цирьяк | США               | 0-5  |
| 2. | 1971 | Шарлотт, США, грунт      | Илие Настасе Йон Цирьяк | США               | 2-3  |
| 3. | 1972 | Бухарест, Румыния, грунт | Илие Настасе Йон Цирьяк | США               | 2-3  |